# Ukształtowanie terenu i krajobraz w Gdyni

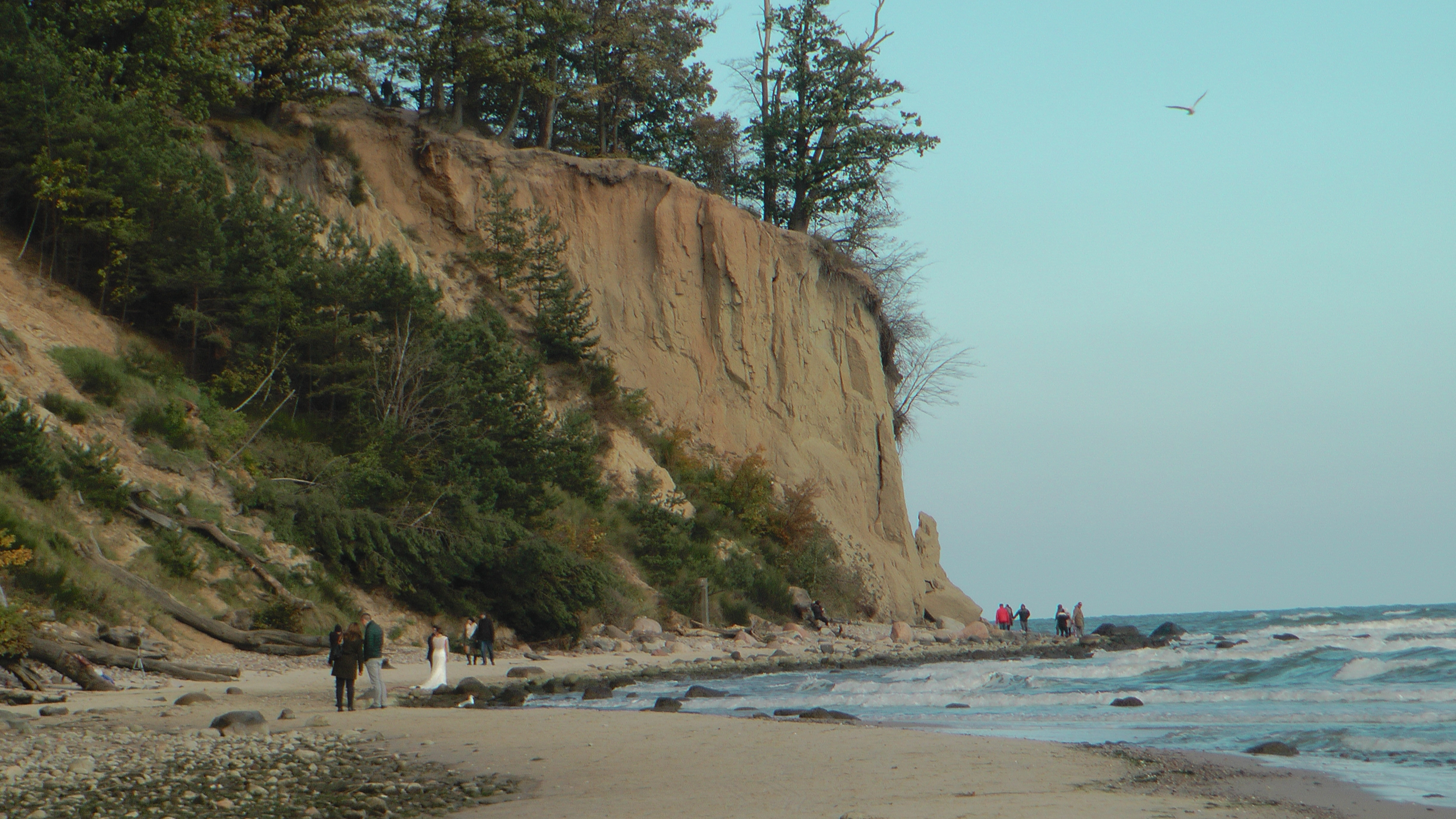
Klif w Orłowie

Ukształtowanie terenu i krajobraz w Gdyni są dość zróźnicowane, a wpływ na to miało głównie kilka czynników:
- działalność lądolodu i jego wód roztopowych,
- erozyjna i akumulacyjna działalność cieków,
- abrazyjna i akumulacyjna działalność morza,
- działalność człowieka.

## Ukształtowanie terenu
Gdynia znajduje się na styku dwóch krain geograficznych o podobnych formach terenu: Pojezierza Kaszubskiego i Pobrzeża Kaszubskiego. Do tych form terenu zalicza się:
- moreny denne faliste,
- morenę czołową,
- doliny erozyjne,
- pradolinę.

W poszczególnych krainach fizycznogeograficznych wyróżnia się następujące mikroregiony znajdujące się w granicach miasta, począwszy od północnej strony:

### Pobrzeże Kaszubskie
- Kępa Oksywska

W Gdyni znajduje się wyłącznie jej południowa część wznosząca się na wysokość od 40 m n.p.m. do 60 m n.p.m., która styka się z Pradoliną Kaszubską. Na jej dość stromym zboczu znajdują się przede wszystkim dzielnice o charakterze mieszkalno-wojskowym: Oksywie, Obłuże, Pogórze oraz Babie Doły, pokryta jest także przez niewielkie tereny leśne, a powyżej przez ogródki działkowe, łąki oraz pola. We wschodniej części kępa styka się z klifowym brzegiem morskim, który w większości jest martwy. Jedynie działalność abrazyjna morza i cofanie się brzegu były widoczne przy dzielnicy Babie Doły, obecnie większa część tego brzegu została zabezpieczona ze względów bezpieczeństwa mieszkańców, ponieważ klif niebezpiecznie zbliżał się do zabudowań mieszkalnych.
- Pradolina Kaszubska

Zwana także Meandrem Kaszubskim, której tylko południowa część znajduje się w granicach Gdyni o średniej szerokości ok. 2,5 km i wysokości dna od 5 m n.p.m. do 15 m n.p.m. Jest to teren który pierwotnie był intensywnie podmokły z przeważającymi torfowiskami i wilgotnymi łąkami. W dwudziestoleciu międzywojennym zaszły największe przekształcenia, które związane były z budową portu w Gdyni. W okresie tym w ujściowym odcinku wybudowane zostały kanały portowe sięgające do 3 km w głąb pradoliny. W czasie trwania prac przy budowie kanałów portu przekopano tysiące ton ziemi, które składowane były wokół nowo powstających kanałów. Wskutek intensywnej działalności człowieka pierwotnie występujące tu torfy zasypane zostały piaskami, a poziom terenu w niektórych miejscach podniósł się o kilka metrów. Obecnie tereny te w większości stanowią portowo-przemysłową część Gdyni, a po części także dzielnice: Cisowa, Chylonia, Leszczynki, Grabówek oraz Śródmieście. W pradolinie znajdują się także główny szlak komunikacyjny w kierunku Szczecina oraz newralgiczny trakt kolejowy na północy Polski. W granicach Gdyni w pradolinie występują dwa odwadniające potoki: Potok Cisówka oraz Potok Chyloński, uchodzący do kanału portowego, a jedynymi występującymi zbliżonymi fragmentami do pierwotnego wyglądu jest północna część dzielnicy Cisowa.
- Obniżenie Redłowskie

Jest to mikroregion w całości położony w granicach Gdyni, będący podłużną doliną o długości około 4 km i szerokości od 400 m w okolicach dzielnicy Wzgórze Św. Maksymiliana do około 1300 m w okolicy dzielnicy Orłowo. Od północy obniżeniem łączy się z Pradoliną Kaszubską i jego dno ciągnie się na wysokości 30–40 m n.p.m., łącząc się na południu z obniżeniem terasy Oliwsko-Sopockiej. Z kolei od zachodu graniczy ze Strefą Krawędziową Pojezierza Kaszubskiego oraz Doliną Kaczego Potoku, natomiast od wschodu okala Kępę Redłowską oraz Kamienną Górę. Pierwotnie teren ten był wykorzystywany rolniczo, ale z biegiem czasu ze względu na dogodne warunki teren praktycznie w całości został zabudowany i obecnie tworzy zwartą zabudowę miejską dzielnic: Śródmieście, Wzgórze Św. Maksymiliana, Redłowo, Mały Kack oraz Orłowo. Pozostałościami dawnych struktur przyrodniczych są jedynie w południowej części doliny ekosystemy cieków Kaczej i Potoku Kolibkowskiego.
- Kępa Redłowska

Niewielka wysoczyzna znajdująca się w całości w granicach miasta Gdynia otoczona Obniżeniem Redłowskim oraz Zatoką Gdańską. Charakteryzują ją liczne doliny przypominające wąwozy oraz znaczne pokrycie lasem bukowo-dębowym, w którego miejscu istnieje Rezerwat przyrody Kępa Redłowska. Jej najwyższy punkt wznosi się na wysokość 90 m n.p.m. Od wschodniej strony na długości około 650 m występuje aktywny Klif Orłowski, który jest doskonałym przykładem działalności abrazyjnej fal morskich. Zachodnia część kępy pokryta jest zabudową miejską dzielnic Orłowo oraz Wzgórze Św. Maksymiliana.

### Pojezierze Kaszubskie
- Strefa Krawędziowa Pojezierza Kaszubskiego

Charakteryzują ją znaczne zróżnicowanie rzeźby terenu w postaci licznie występujących sieci palczasto rozgałęzionych V-kształtnych dolin, z których największe dochodzą do 200 m szerokości oraz deniwelacje terenu sięgające 100 m i o spadku od 20% do 50%. Ze względu na takie ukształtowanie terenu jest on w większości porośnięty lasami, na bazie których istnieje Trójmiejski Park Krajobrazowy.
- Dolina Demptowska

Zwana także Bramą Demptowską, na którą składają się trzy doliny: Dolina Cisowskiego Potoku, Dolina Demptowskiego Potoku i Dolina Marszewskiej Strugi, tworzące bramę odpływową o szerokości około 650 metrów. Doliny charakteryzuje średnia szerokość dna od 100 do 200 m, a ich krawędzie sięgają 60 m wysokości. Znaczną część tego terenu pokrywają dzielnice: Pustki Cisowskie-Demptowo, Cisowa oraz Chylonia. Dolina ta uchodzi do Pradoliny Kaszubskiej na styku dzielnic Cisowa i Chylonia, a także w tym rejonie swój początek ma obwodnica Trójmiasta. W górnej części Doliny Cisowskiego Potoku znajduje się także rezerwat przyrody Cisowa.
- Dolina Kaczego Potoku

Charakteryzuje ją płynąca na dnie doliny najdłuższa rzeka w Gdyni – rzeka Kacza wraz z dopływem w środkowym biegu - Źródłem Marii, które tworzą największą dolinę erozyjną w Gdyni. Do doliny przylegają także liczne v-kształtne doliny, którymi okresowo spływają wody opadowe, zasilając rzekę Kaczą. Głębokość doliny sięga 60 m, a szerokość dna w górnej i środkowej części nie przekracza 100 m, w dolnym biegu na wysokości dzielnicy Mały Kack rozszerza się do szerokości 500 m i uchodzi do Obniżenia Redłowskiego w rejonie dzielnicy Redłowo. W środkowej części rzeki Kaczej, w miejscu zbiegu z potokiem Źródło Marii znajdują się rezerwat przyrody Kacze Łęgi, a także zbiornik retencyjny Krykulec.
- Moreny Chwaszczyńskie

Składają się z ciągu moren czołowych, które najlepiej dostrzegalne są w okolicach dzielnic Wielki Kack i Wiczlino. Zbudowane są z piasków i żwirów oraz gliny zwałowej, a na jej powierzchni często spotykane są różnej wielkości głazy. W efekcie tego w dużej części tereny pokryte są przez łąki i pola uprawne, oraz w mniejszym stopniu przez lasy, głównie iglaste. Najwyższym wzniesieniem zarówno dla tego mikroregionu i jak w całej Gdyni jest Góra Donas, wznosząca się na wysokość 206,5 m n.p.m.

## Charakterystyka terenu
| Lasy | państwowe      | 55,6 km² | 62,01 km² - 45,8% |
| Lasy | prywatne       | 15,6 km² | 62,01 km² - 45,8% |
| Lasy | lasy komunalne | 4,9 km²  | 62,01 km² - 45,8% |

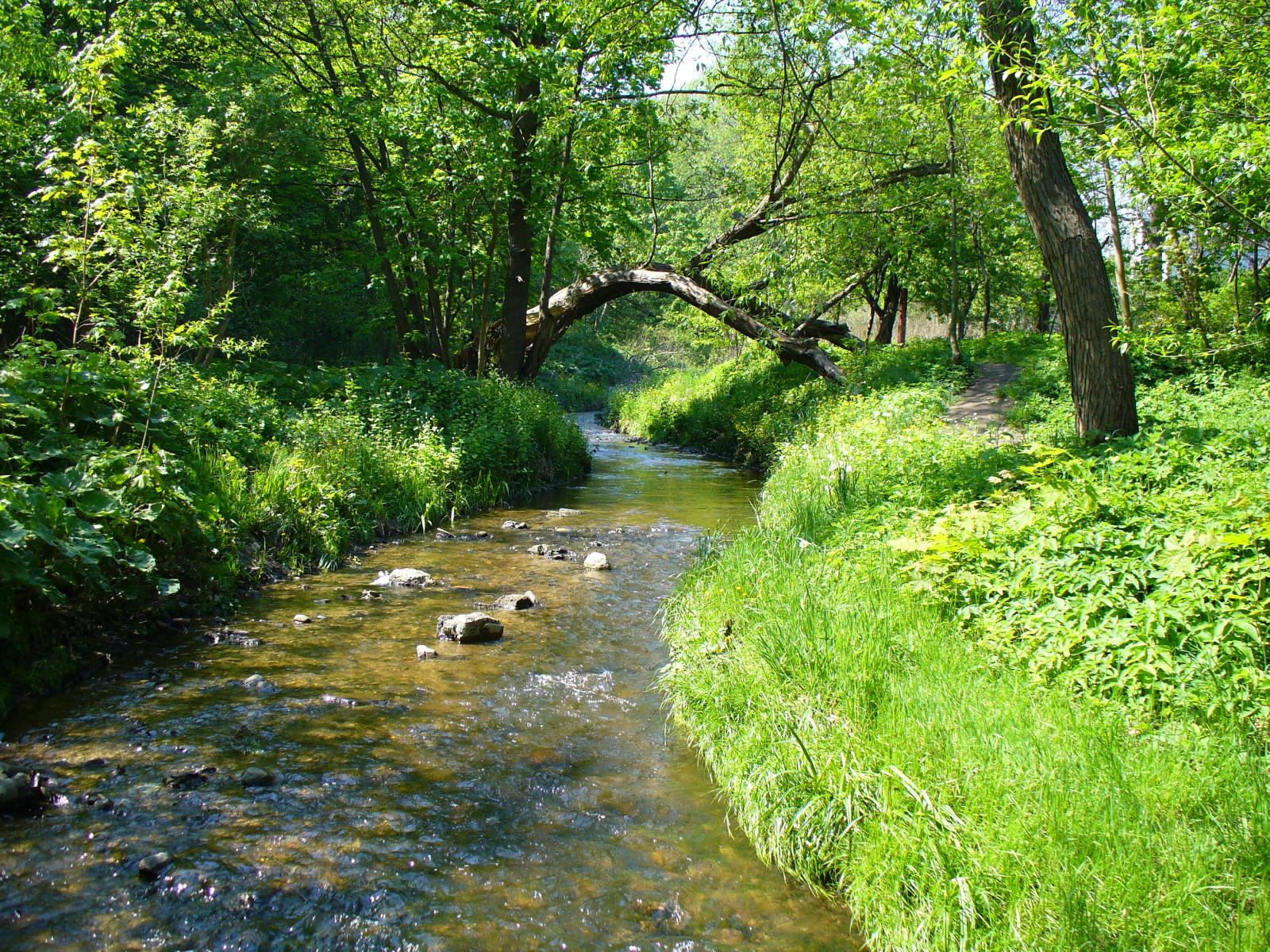
Rzeka Kacza

Znaczną część Gdyni pokrywają lasy, które stanowią około 46% powierzchni miasta, z czego większość należy do Trójmiejskiego Parku Krajobrazowego. W skład najbardziej charakterystycznych obszarów zielonych wchodzą rezerwaty przyrody: Kaczego Łęgu, Cisowa oraz Kępa Redłowska oraz miejskie zespoły parkowe: ogród Kamienna Góra, zespół dworsko-parkowy w Orłowie przy ulicy Folwarczej, zespół dworsko-parkowy w Kolibkach, Skwer Plymouth, Park Rady Europy, Park Kiloński.
Gdynia posiada 79 pomników przyrody z czego 52 to drzewa, 11 grup drzew, 11 głazów narzutowych, 2 aleje oraz 2 pnącza.
| Tereny zabudowane | tereny mieszkaniowe | 36,19 km² | 41,66 km² - 30,75% |
| Tereny zabudowane | tereny przemysłowe  | 3,90 km²  | 41,66 km² - 30,75% |
| Tereny zabudowane | inne                | 2,63 km²  | 41,66 km² - 30,75% |

W drugiej kolejności znaczną powierzchnię stanowią tereny zabudowane, czyli około 31% powierzchni miasta. Teren ten przede wszystkim zajmują dzielnice mieszkalne Gdyni. W drugiej kolejności tereny przemysłowe, głównie zajmowane przez firmy związane z portem w Gdyni. Pozostała powierzchnia zabudowy miasta to m.in. tereny wojskowe w dzielnicy Oksywie.
| Użytki rolne | 24,38 km² - 18% |

Największe tereny o charakterze rolnym występują na terenie dzielnicy Chwarzno-Wiczlino oraz w części północnej miasta Gdyni na Kępie Oksywskiej i południowej na obszarze Moreny Chwaszczyńskiej.
| Pozostałe tereny Gdyni |                 |
| Nieużytki              | 1 km² - 0,75%   |
| Wody                   | 2,49 km² - 1,8% |
| Inne                   | 3,96 km² - 2,9% |